# Schattwald
Schattwald es un municipio del distrito de Reutte, en el estado austriaco de Tirol.

## Turismo
En Schattwald se halla la Casa de Montaña Wannenjoch, un complejo turístico que domina el valle de esquí que está cerca.